# Frédéric Erens
Frédéric Erens, né le 27 juin 1968 à Gand, est un ancien membre et assistant parlementaire du Front National.
Passé au Vlaams Blok au milieu des années 1990, il fonde en 1990 avec Robert Steuckers et Jean-Eugène van der Taelen le Club du beffroi, pendant belge du Club de l'horloge.
Il a été président des Jeunes du Vlaams Blok (Vlaams Belang Jongeren), pour ensuite en être élu député bruxellois de 2004 à 2009.